# زیار (شاهزاده گیلی)
زیار شخصیتی تاریخی است که سلف زیاریان می‌باشد و نام این دودمان از او گرفته شده‌است. زیار احتمالاً از اشراف گیلی بوده. وی پدر مرداویج و وشمگیر، دو امیر نخستین زیاریان می‌باشد. شخص زیار از خاندان شاهنشاهوند که جزو یکی از چهار خاندان اشرافی گیل بود و به دلیل قدرتمند بودن این خاندان بود که زیار توانست با دختر تیرداد که از نسل اسپهبدان ساسانی بود ازداوج کند.
درباره اجداد زیاریان اختلاف نظر وجود دارد. بنابر نظری ایشان از اهالی منطقه داخل گیلان بوده‌اند و نسبت خاندانشان به «آغش وهادان»، که در زمان کیخسرو پادشاه گیلان بوده‌است، می‌رسد. همچنین عده‌ای «وردانشاه گیلانی» را جد یا پدر زیار می‌دانند. این احتمال نیز وجود دارد که رسیدن نسبت زیار به آغش وهادان جعلی باشد و این داستان صرفاً برای مشروعیت بخشیدن به شاهان بعدی زیاری به وجود آمده‌باشد.
همسر زیار دختر تیرداد بود و برادرزن زیار هروسندان، حاکم وقت پادشاهی گیل، بوده‌است.  خود زیار در دوران فرمانروایی مرداویج و وشمگیر تا سال ۹۳۷ میلادی زنده بوده‌است. 